# Nạp Ung
Nạp Ung (chữ Hán giản thể: 纳雍县, bính âm Nàyōng Xiàn) là một huyện thuộc địa khu Tất Tiết, tỉnh Quý Châu, Cộng hòa Nhân dân Trung Hoa. Huyện này có diện tích 2448 km2, dân số năm 2002 là 760.000 người. Mã số bưu chính là 553300. Huyện lỵ đóng ở trấn Ung Hi. Về mặt hành chính, huyện này được chia thành 8 trấn (Ung Hi, Tông Lĩnh, Dương Trường, Duy Tân, Long Trường, Lạc Trị, Vương Gia Trại và Bách Hưng), 16 hương và hương dân tộc.

## Khí hậu
| Dữ liệu khí hậu của Nạp Ung, elevation 1.457 m (4.780 ft), (1991–2020 normals, extremes 1981–2010) | Dữ liệu khí hậu của Nạp Ung, elevation 1.457 m (4.780 ft), (1991–2020 normals, extremes 1981–2010) | Dữ liệu khí hậu của Nạp Ung, elevation 1.457 m (4.780 ft), (1991–2020 normals, extremes 1981–2010) | Dữ liệu khí hậu của Nạp Ung, elevation 1.457 m (4.780 ft), (1991–2020 normals, extremes 1981–2010) | Dữ liệu khí hậu của Nạp Ung, elevation 1.457 m (4.780 ft), (1991–2020 normals, extremes 1981–2010) | Dữ liệu khí hậu của Nạp Ung, elevation 1.457 m (4.780 ft), (1991–2020 normals, extremes 1981–2010) | Dữ liệu khí hậu của Nạp Ung, elevation 1.457 m (4.780 ft), (1991–2020 normals, extremes 1981–2010) | Dữ liệu khí hậu của Nạp Ung, elevation 1.457 m (4.780 ft), (1991–2020 normals, extremes 1981–2010) | Dữ liệu khí hậu của Nạp Ung, elevation 1.457 m (4.780 ft), (1991–2020 normals, extremes 1981–2010) | Dữ liệu khí hậu của Nạp Ung, elevation 1.457 m (4.780 ft), (1991–2020 normals, extremes 1981–2010) | Dữ liệu khí hậu của Nạp Ung, elevation 1.457 m (4.780 ft), (1991–2020 normals, extremes 1981–2010) | Dữ liệu khí hậu của Nạp Ung, elevation 1.457 m (4.780 ft), (1991–2020 normals, extremes 1981–2010) | Dữ liệu khí hậu của Nạp Ung, elevation 1.457 m (4.780 ft), (1991–2020 normals, extremes 1981–2010) | Dữ liệu khí hậu của Nạp Ung, elevation 1.457 m (4.780 ft), (1991–2020 normals, extremes 1981–2010) |
| Tháng                                                                                              | 1                                                                                                  | 2                                                                                                  | 3                                                                                                  | 4                                                                                                  | 5                                                                                                  | 6                                                                                                  | 7                                                                                                  | 8                                                                                                  | 9                                                                                                  | 10                                                                                                 | 11                                                                                                 | 12                                                                                                 | Năm                                                                                                |
| -------------------------------------------------------------------------------------------------- | -------------------------------------------------------------------------------------------------- | -------------------------------------------------------------------------------------------------- | -------------------------------------------------------------------------------------------------- | -------------------------------------------------------------------------------------------------- | -------------------------------------------------------------------------------------------------- | -------------------------------------------------------------------------------------------------- | -------------------------------------------------------------------------------------------------- | -------------------------------------------------------------------------------------------------- | -------------------------------------------------------------------------------------------------- | -------------------------------------------------------------------------------------------------- | -------------------------------------------------------------------------------------------------- | -------------------------------------------------------------------------------------------------- | -------------------------------------------------------------------------------------------------- |
| Cao kỉ lục °C (°F)                                                                                 | 23.5 (74.3)                                                                                        | 30.1 (86.2)                                                                                        | 34.1 (93.4)                                                                                        | 33.4 (92.1)                                                                                        | 33.9 (93.0)                                                                                        | 33.2 (91.8)                                                                                        | 33.0 (91.4)                                                                                        | 32.6 (90.7)                                                                                        | 32.9 (91.2)                                                                                        | 28.9 (84.0)                                                                                        | 26.9 (80.4)                                                                                        | 22.1 (71.8)                                                                                        | 34.1 (93.4)                                                                                        |
| Trung bình ngày tối đa °C (°F)                                                                     | 7.7 (45.9)                                                                                         | 11.1 (52.0)                                                                                        | 15.9 (60.6)                                                                                        | 20.9 (69.6)                                                                                        | 23.4 (74.1)                                                                                        | 24.9 (76.8)                                                                                        | 27.0 (80.6)                                                                                        | 26.9 (80.4)                                                                                        | 23.8 (74.8)                                                                                        | 18.7 (65.7)                                                                                        | 15.2 (59.4)                                                                                        | 9.6 (49.3)                                                                                         | 18.8 (65.8)                                                                                        |
| Trung bình ngày °C (°F)                                                                            | 3.9 (39.0)                                                                                         | 6.4 (43.5)                                                                                         | 10.5 (50.9)                                                                                        | 15.2 (59.4)                                                                                        | 18.3 (64.9)                                                                                        | 20.4 (68.7)                                                                                        | 22.1 (71.8)                                                                                        | 21.5 (70.7)                                                                                        | 18.8 (65.8)                                                                                        | 14.6 (58.3)                                                                                        | 10.6 (51.1)                                                                                        | 5.6 (42.1)                                                                                         | 14.0 (57.2)                                                                                        |
| Tối thiểu trung bình ngày °C (°F)                                                                  | 1.6 (34.9)                                                                                         | 3.5 (38.3)                                                                                         | 7.0 (44.6)                                                                                         | 11.4 (52.5)                                                                                        | 14.5 (58.1)                                                                                        | 17.3 (63.1)                                                                                        | 18.8 (65.8)                                                                                        | 18.0 (64.4)                                                                                        | 15.6 (60.1)                                                                                        | 12.1 (53.8)                                                                                        | 7.7 (45.9)                                                                                         | 3.2 (37.8)                                                                                         | 10.9 (51.6)                                                                                        |
| Thấp kỉ lục °C (°F)                                                                                | −7.6 (18.3)                                                                                        | −4.8 (23.4)                                                                                        | −4.3 (24.3)                                                                                        | 0.6 (33.1)                                                                                         | 4.8 (40.6)                                                                                         | 9.4 (48.9)                                                                                         | 9.3 (48.7)                                                                                         | 10.8 (51.4)                                                                                        | 6.2 (43.2)                                                                                         | 2.4 (36.3)                                                                                         | −3.3 (26.1)                                                                                        | −7.5 (18.5)                                                                                        | −7.6 (18.3)                                                                                        |
| Lượng Giáng thủy trung bình mm (inches)                                                            | 29.8 (1.17)                                                                                        | 21.1 (0.83)                                                                                        | 36.2 (1.43)                                                                                        | 67.2 (2.65)                                                                                        | 139.4 (5.49)                                                                                       | 229.6 (9.04)                                                                                       | 223.3 (8.79)                                                                                       | 154.4 (6.08)                                                                                       | 140.3 (5.52)                                                                                       | 101.3 (3.99)                                                                                       | 34.1 (1.34)                                                                                        | 23.5 (0.93)                                                                                        | 1.200,2 (47.26)                                                                                    |
| Số ngày giáng thủy trung bình (≥ 0.1 mm)                                                           | 20.1                                                                                               | 17.1                                                                                               | 16.8                                                                                               | 17.3                                                                                               | 18.0                                                                                               | 19.6                                                                                               | 16.7                                                                                               | 15.8                                                                                               | 14.3                                                                                               | 19.1                                                                                               | 14.5                                                                                               | 17.5                                                                                               | 206.8                                                                                              |
| Số ngày tuyết rơi trung bình                                                                       | 5.3                                                                                                | 3.4                                                                                                | 0.5                                                                                                | 0                                                                                                  | 0                                                                                                  | 0                                                                                                  | 0                                                                                                  | 0                                                                                                  | 0                                                                                                  | 0                                                                                                  | 0.3                                                                                                | 2.2                                                                                                | 11.7                                                                                               |
| Độ ẩm tương đối trung bình (%)                                                                     | 86                                                                                                 | 82                                                                                                 | 78                                                                                                 | 76                                                                                                 | 76                                                                                                 | 81                                                                                                 | 80                                                                                                 | 80                                                                                                 | 81                                                                                                 | 85                                                                                                 | 83                                                                                                 | 85                                                                                                 | 81                                                                                                 |
| Số giờ nắng trung bình tháng                                                                       | 56.8                                                                                               | 75.5                                                                                               | 108.5                                                                                              | 134.3                                                                                              | 132.6                                                                                              | 105.8                                                                                              | 158.3                                                                                              | 167.3                                                                                              | 128.6                                                                                              | 78.1                                                                                               | 90.3                                                                                               | 63.1                                                                                               | 1.299,2                                                                                            |
| Phần trăm nắng có thể                                                                              | 17                                                                                                 | 24                                                                                                 | 29                                                                                                 | 35                                                                                                 | 32                                                                                                 | 26                                                                                                 | 38                                                                                                 | 42                                                                                                 | 35                                                                                                 | 22                                                                                                 | 28                                                                                                 | 19                                                                                                 | 29                                                                                                 |
| Nguồn: China Meteorological Administration                                                         | | | | | | | | | | | | | |